# Bolešiny
Bolešiny (dříve Bolešíny či Bolešín, německy Boleschin) jsou obec v okrese Klatovy v Plzeňském kraji. Žije zde 785 obyvatel.

## Historie
První písemná zmínka o obci pochází z roku 1524.

## Pamětihodnosti
- Kaple Panny Marie
- Výklenková kaple sv. Jana Nepomuckého
- Sýpka v Bolešinách

## Galerie

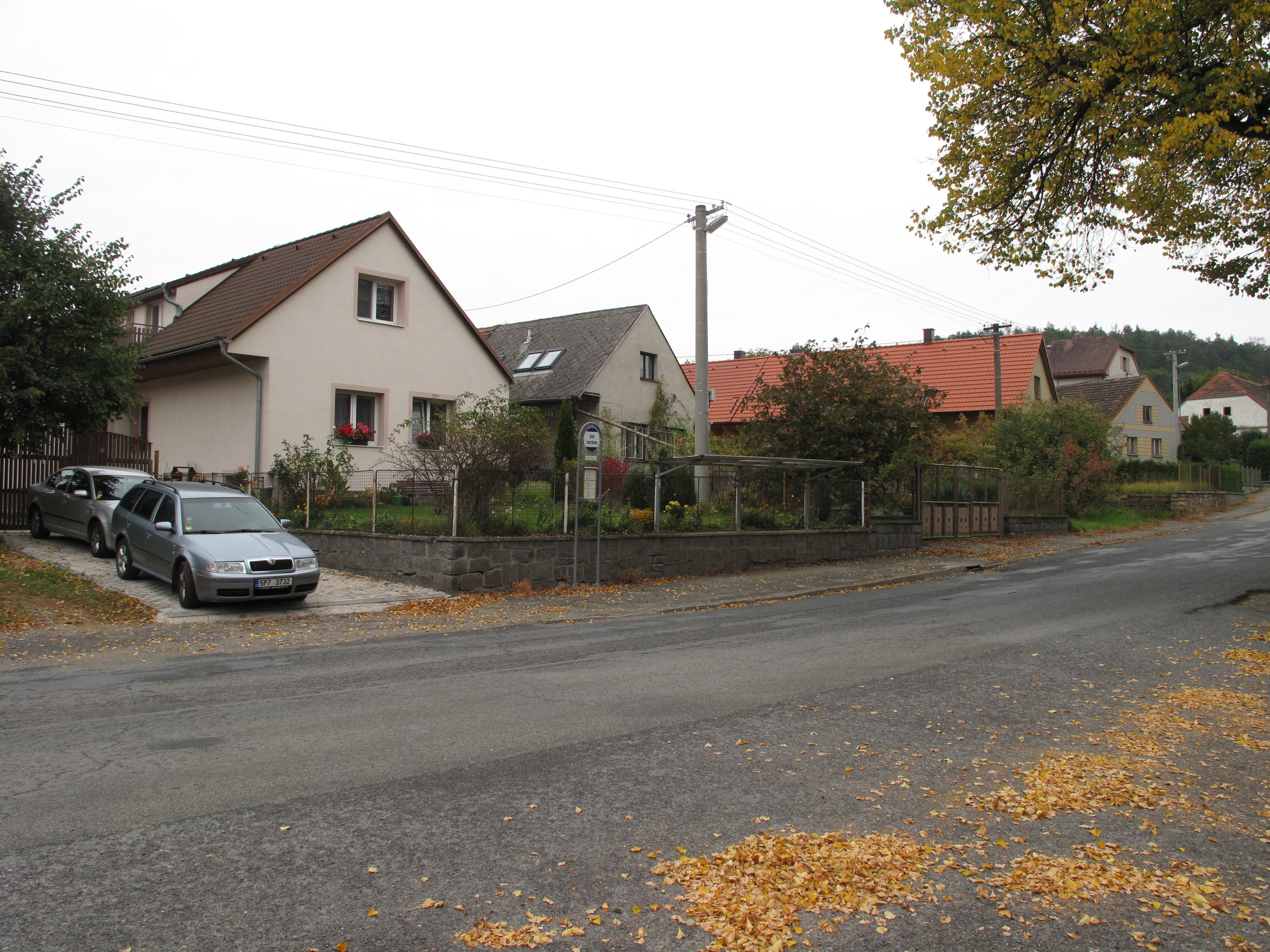
Domy
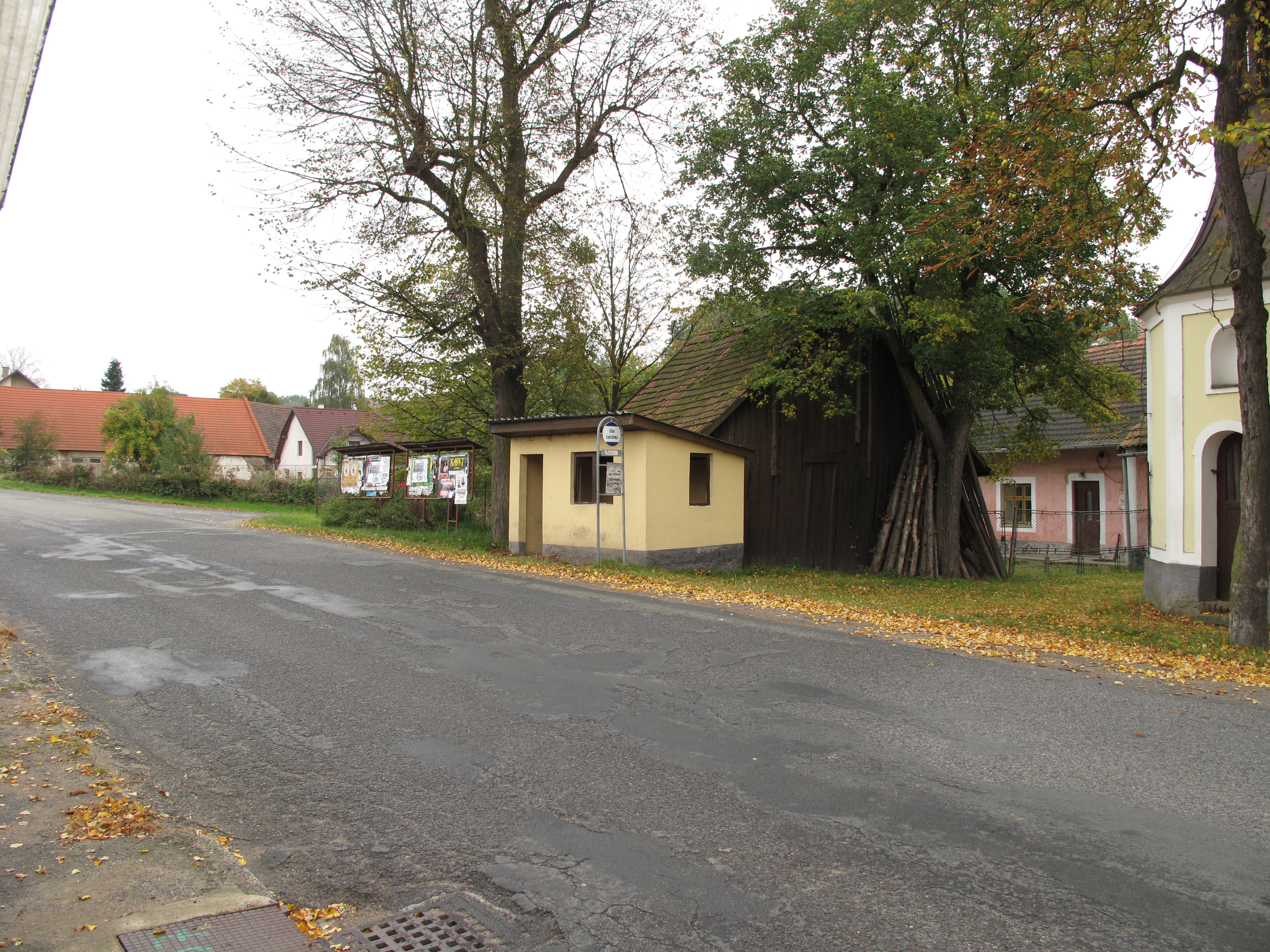
Autobusová zastávka
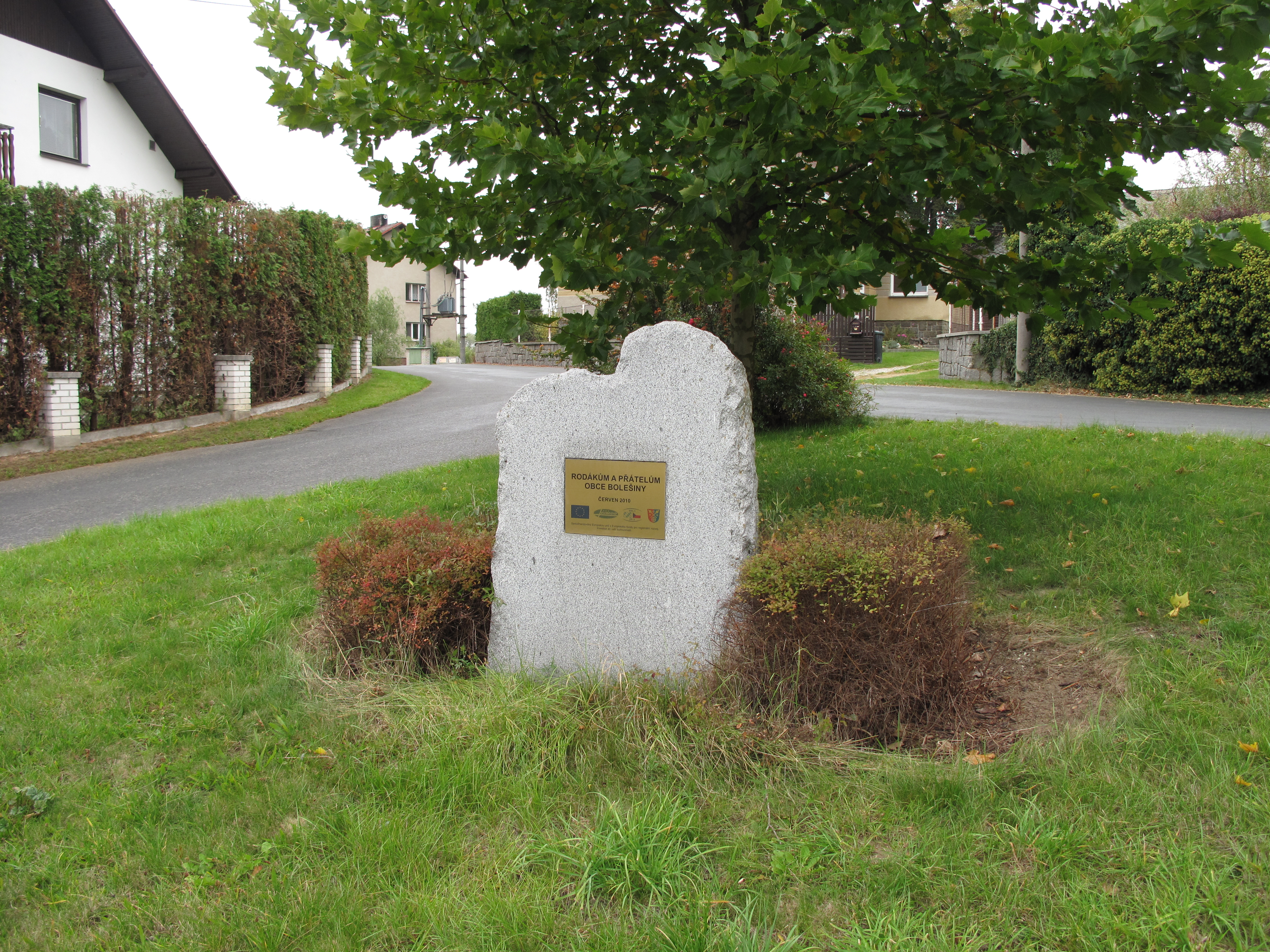
Pomník

## Části obce
- Bolešiny
- Domažličky
- Kroměždice
- Pečetín
- Slavošovice
- Újezdec

Od 1. července 1975 do 31. prosince 1991 k obci patřily i Makalovy a od 1. ledna 1976 do 23. listopadu 1990 také Myslovice (Myslovice se, již bez Domažliček, Kroměždic, Pečetína a Újezdce, opět osamostatnily k 24. listopadu 1990).